# Fontaine de la Justice (Lausanne)
Pour les articles homonymes, voir Fontaine de la Justice.
La fontaine de la Justice est une fontaine de Lausanne, en Suisse. Elle est située à la place de la Palud, dans le quartier du centre.

## Histoire
Des documents du XIIIe siècle signalent la présence d'une fontaine, d'abord creusée dans un tronc d'arbre. Elle est remplacée par une fontaine en pierre, possédant des goulots en bronze, entre 1557 et 1559,. La colonne et la statue, datant de 1584-85, sont l'œuvre du Neuchâtelois Laurent Perroud et de son fils Jacques Perroud, qui reprend sa réalisation à la mort de son père. Un bassin dodécagonal remplace l'ancien en 1726. Une cuve pour la lessive est ajoutée par la suite, avant d'être ôtée en 1906.
La main de la statue est coupée à plusieurs reprises dans l'histoire, la première fois après l'exécution du major Davel au début du XVIIIe siècle, pour symboliser le fait que la justice n'avait pas été rendue correctement. 
Le mauvais état de la pile, de la colonne et de la statue au début du XXe siècle incite la ville à en demander des moulages au sculpteur Raphaël Lugeon. Depuis 1930, la statue d'origine est entreposée au Musée historique de Lausanne, et elle est remplacée dans la fontaine par une copie, dont la polychromie a été confiée à Ernest Correvon. Elle est restaurée et repeinte en 1964,.
Entre 2009 et 2017, l'épée de la statue est dérobée à 6 reprises. La balance, elle, est endommagée en 2005, arrachée en 2014 et volée en 2016. Depuis, ces objets contiennent une puce permettant de les pister.

## Description
La fontaine de la Justice de Lausanne est composée d'un bassin dodécagonal en Marbre de Saint-Triphon, au centre duquel se trouve une pile surmontée d'une colonne au sommet de laquelle trône une statue, toutes trois en calcaire jaune du Jura. La statue représente l'allégorie de la Justice : une jeune femme en mouvement de marche, aux yeux bandés (symbole de l'impartialité), portant une épée dans la main droite (symbole de la répression) et une balance dans la gauche (symbole de l'équité), au genou dénudé (symbole de la clémence) ; elle porte autour du cou un médaillon en forme de cœur sur un collier de grosses perles. À ses pieds, à chaque angle du chapiteau qui la soutient, se trouve un personnage s'abritant sous ses jupes en signe de soumission ; ils représentent le Pape, l’Empereur, le Grand Turc et un magistrat (qui porte un attribut pouvant être un rouleau ou un bâton de justice) sont en soumission. La pile centrale est composée d'une base circulaire creusée d’arcades et surmontée d’une colonne cannelée chargée des armoiries de la ville de Lausanne, de la date de fabrication (1585), de feuilles d’acanthe et d’une guirlande à glands portée par quatre musequins. Un chapiteau de style composite, à volutes et cylindres cannelés horizontaux, garni d’acanthes et de volutes coiffe le tout,,.

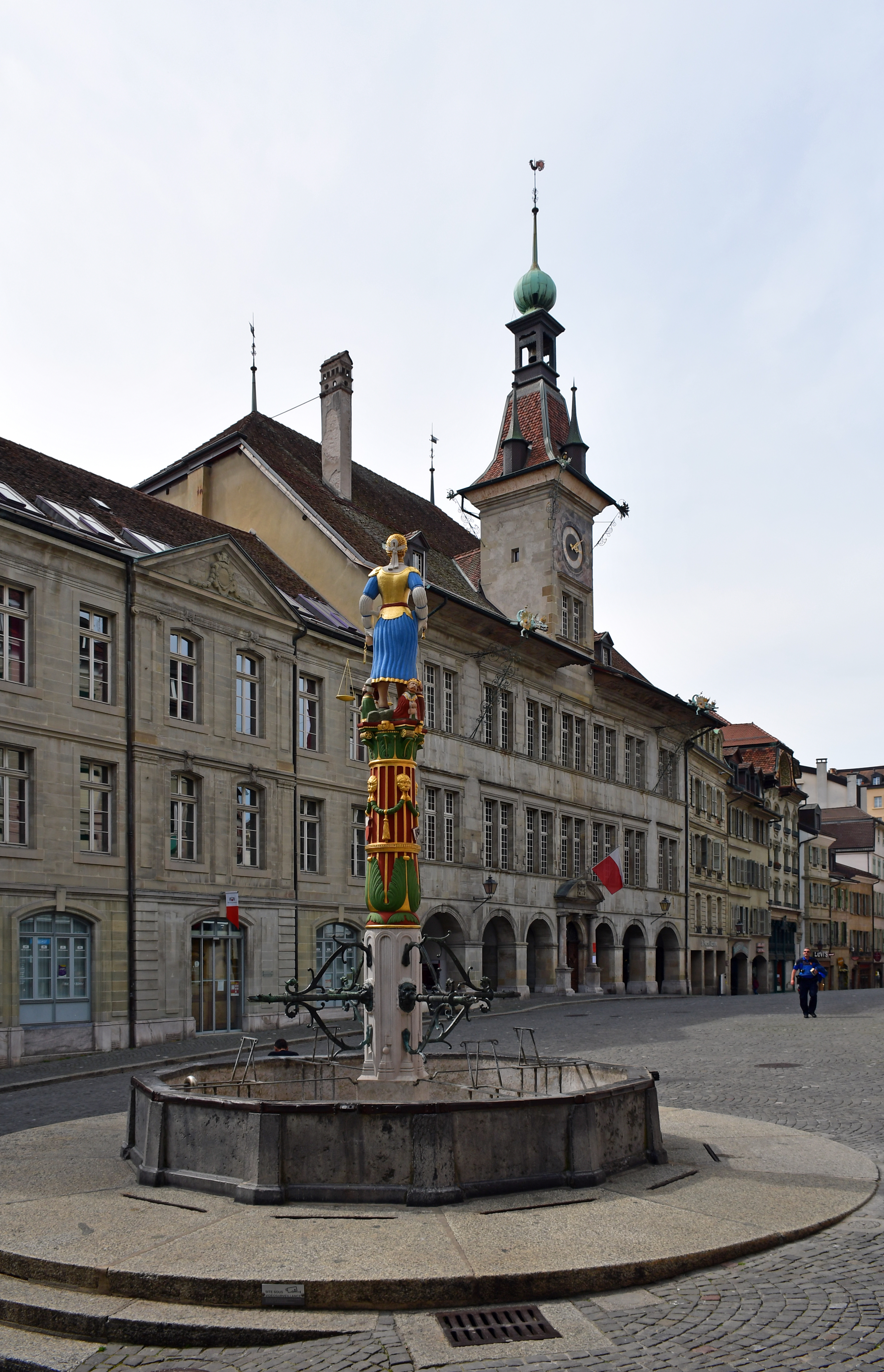
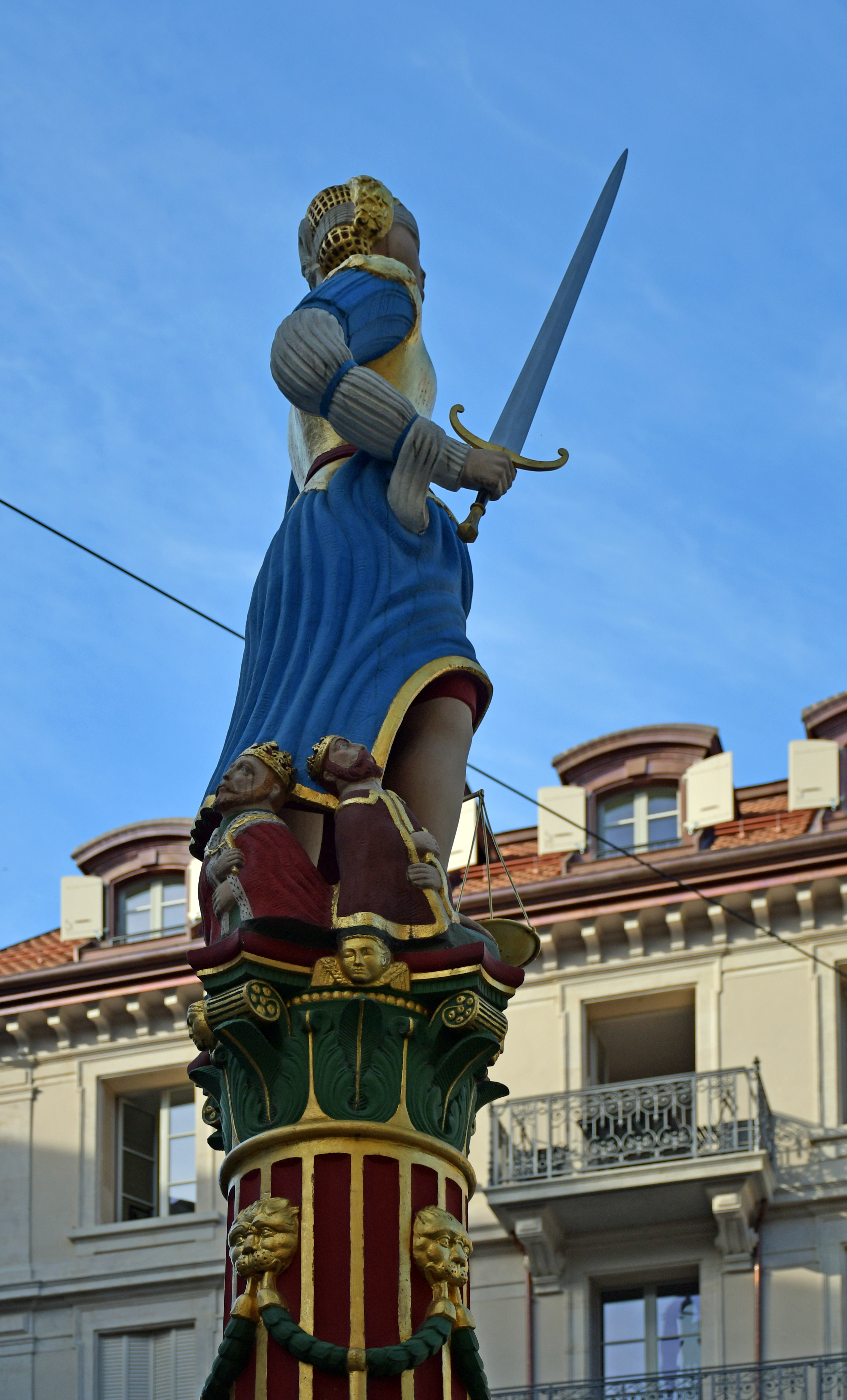
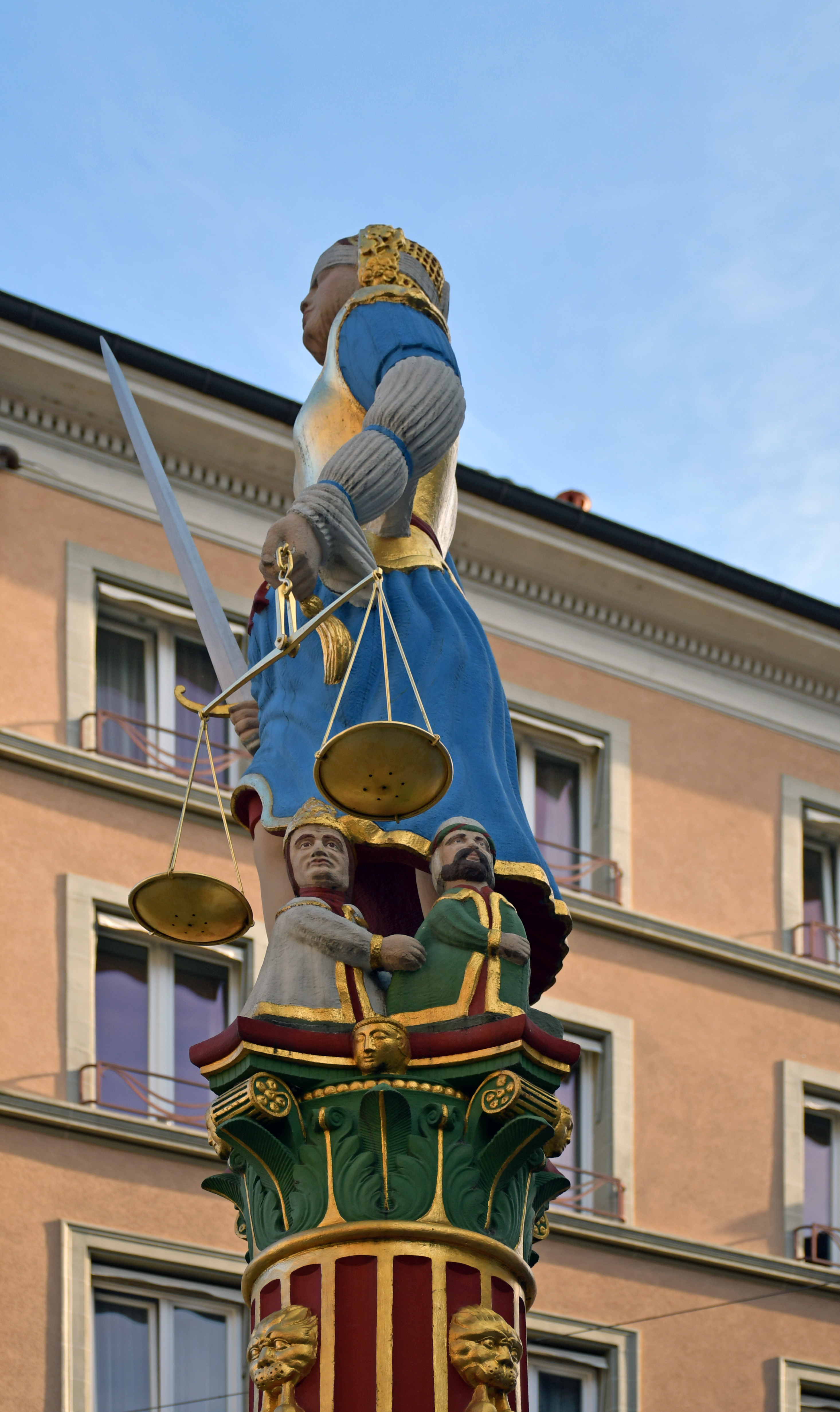